# Derrymacash
Derrymacash (Doire Mhic Cais in gaelico irlandese) è un villaggio dell'Irlanda del Nord, situato nella contea di Armagh.